# Ländchen Friesack

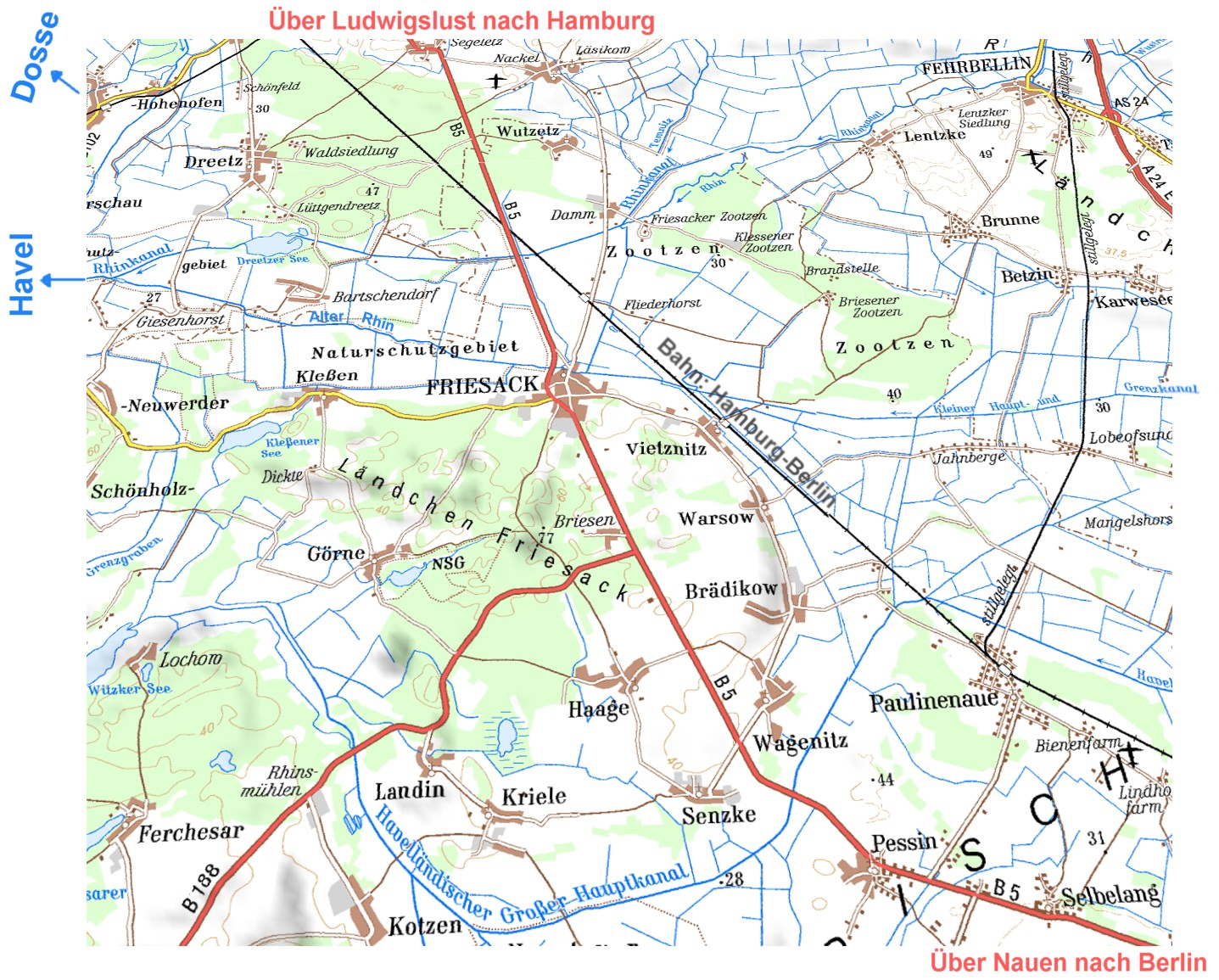
Ländchen Friesack

Das Ländchen Friesack ist ein kleiner bis zu 77 Meter ü. NN hoher Höhenrücken nordwestlich von Berlin, südwestlich der Stadt Friesack. 

## Lage
Das Ländchen erstreckt sich über knapp 5 km in Nord-Süd-Richtung und trennt damit das im Norden liegende Rhinluch vom Havelländischen Luch im Süden. Die Hochfläche ist fast gänzlich bewaldet. Es verteilt sich auf die Gemeindegebiete von Friesack, Kleßen-Görne, Wiesenaue, Paulinenaue, Pessin und Mühlenberge. Ein Teil des Ländchens – um den „Görner See“ – ist Naturschutzgebiet.

## Geschichte
Koordinaten: 52° 43′ N, 12° 33′ O